# Ford Mustang Mach-E
Ford Mustang Mach-E este un SUV crossover compact electric cu baterii produs de Ford. A fost introdus pe 17 noiembrie 2019 și a intrat în vânzare în decembrie 2020. Vehiculul folosește numele Mustang, Mach-E fiind inspirat de varianta Mach 1 a primei generații de Mustang. Mașina a câștigat premiul SUV-ului anului din America de Nord în 2021.